# Beek in der Twiete
Die Beek in der Twiete ist ein Bach in Norderstedt. Sie mündet in die Tarpenbek-Ost. Der Name ist nicht eindeutig festgelegt. Sie wird in offiziellen Dokumenten auch als Bek in der Twiete, Beek, Beek Hinter der Twiete oder Beek an der Twiete bezeichnet, teilweise auch im Maskulinum.

## Verlauf
Der Verlauf der Beek in der Twiete ist auf einer Karte aus dem 19. Jahrhundert erkennbar, damals begann sie eindeutig im Glasmoor.
Der heutige Verlauf scheint nicht eindeutig festgelegt zu sein. Das Geoportal Hamburg benennt die Beek als solche ab der Poppenbütteler Straße, der ehemalige Verlauf bis zum Glasmoor ist ebenfalls eingezeichnet, allerdings unbenannt. Der Digitale Atlas Nord bezeichnet sie ab dem Hofweg als solche, davor als Tarpenbek-Ost. Dies würde bedeuten, dass die Beek Teil der Tarpenbek-Ost ist.